# 三丁基锡化合物

船舶涂料中最常见的氧化三丁基锡的结构

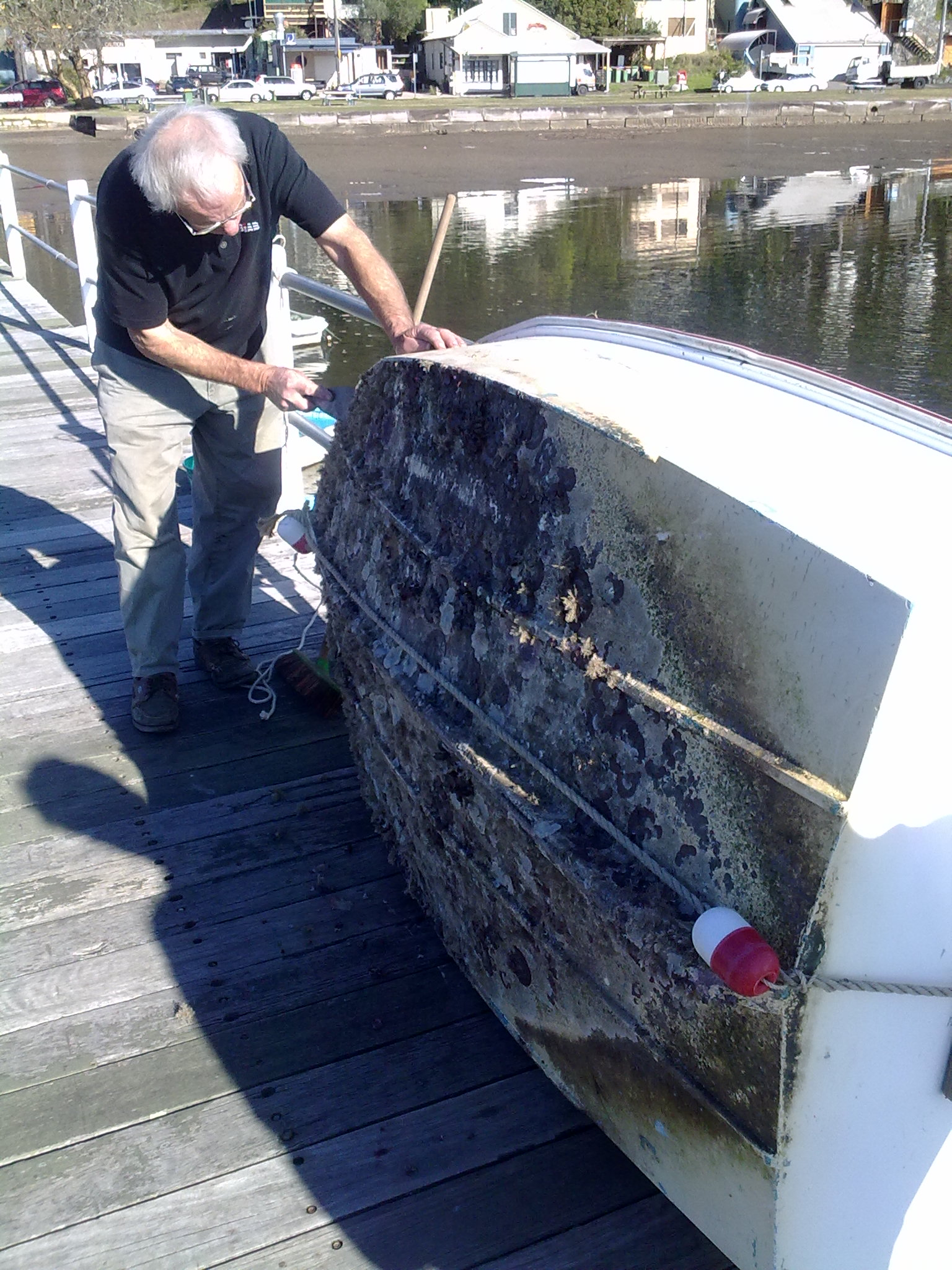
船底的生物附着

三丁基錫（英語：Tributyltin，缩写TBT）是一类带有(C4H9)3Sn基团的含锡有机化合物的统称，包括氧化三丁基锡、氢化三丁基锡、氯化三丁基锡等。三丁基錫化合物常用作船舶涂料中的殺生物劑，以减少船底的生物附着，使航行更加顺利，但会通过生物富集造成海洋污染，现已停止使用。